# Győző Soós
Győző Soós (Miskolc, 11 de noviembre de 1948 - Budapest, 26 de agosto de 2015) fue un político húngaro, miembro de la  Asamblea Nacional de Hungría entre 1994 y 2006 (MSZP). Representó a Sátoraljaújhely desde 1994 hasta 1998, después de eso fue elegido parlamentarista del partido socialista Borsod-Abaúj-Zemplén.

## Fallecimiento
Soós falleció el 26 de agosto de 2015 a los 66 años, tras una larga enfermedad.